# Гелен Геллмарк Кнутссон
Гелен Геллмарк Кнутссон (швед. Helene Hellmark Knutsson; 12 вересня 1969, Стокгольм) — шведська політична діячка, активістка Соціал-демократичної партії, міністр вищої освіти та досліджень з 2014 року.

## Біографія
У 1990—1993 роках вивчала історію, економіку та статистику в Стокгольмському університеті, але не завершила вищу освіту.
На початку своєї політичної діяльності брала участь у діяльності Шведської соціал-демократичної робітничої партії. У 2013 році вона стала членом національної виконавчої влади й керівником партії в Стокгольмській області. Кнутссон працювала у профспілковому штабі ЛО (1996—2001 та 2010 рр.). З 2001 по 2010 рік вона була головою міської ради в Сундбюберзі. До 2014 року входила до ради Стокгольмської округи.
3 жовтня 2014 року після парламентських виборів отримала посаду міністра вищої освіти та досліджень у кабінеті Стефана Левена.